# قائمة منظمات البيتكوين
هذه قائمة تحتوي على منظمات غير الربحية ذات أنشطة بارزة بعملة البيتكوين:
| منظمة                       | تأسست | مقر                                       | أنشطة       | م     |
| --------------------------- | ----- | ----------------------------------------- | ----------- | ----- |
| مركز بيتكوين بمدينة نيويورك | 2013  | الولايات المتحدة - نيويورك ، نيويورك      | تأييد       |       |
| مؤسسة بيتكوين               | 2012  | الولايات المتحدة - واشنطن العاصمة         | تأييد       | [ 1 ] |
| مؤسسة BitGive               | 2013  | الولايات المتحدة - ساكرامنتو ، كاليفورنيا | مؤسسة خيرية | [ 2 ] |
| صندوق الأناناس              | 2017  | مجهول                                     | مؤسسة خيرية | [ 3 ] |